# Nodame Cantabile saishū gakushō - Zenpen
Nodame Cantabile saishū gakushō - Zenpen (のだめカンタービレ 最終楽章 前編?, Nodame Kantābire saishū gakushō - Zenpen) è un film del 2009 diretto da Hideki Takeuchi. È uscito il 19 dicembre 2009.
Si tratta della prima delle due pellicole cinematografiche giapponesi live action dedicate alla serie manga josei creata da Tomoko Ninomiya ed intitolata Nodame Cantabile. La seconda è uscita nelle sale il 17 aprile 2010 col titolo Nodame Cantabile saishū gakushō - Kōhen.
Il film segue ed in parte conclude l'omonima serie in formato dorama prodotto e trasmesso da Fuji TV in 11 puntate nel 2006, sempre con gli stessi attori protagonisti; al dorama era seguito uno special televisivo nel 2008, anch'esso in due parti.
Il film è stato girato, oltre che in Giappone, anche in Francia, Repubblica Ceca, Slovacchia e Austria. Le riprese sono iniziate nel maggio 2009 e sono durate cinque mesi.

## Trama
Chiaki vince un importante concorso musicale e viene nominato direttore d'orchestra; i suoi nuovi musicisti sembrano però non possedere grandi capacità. A causa della cronica scarsità di fondi molti se ne sono andati, e quelli rimasti sono molto sfiduciati. Frattanto Nodame si prepara ad un esame di laurea presso la scuola musicale che frequenta.
La giovane rimane felicemente impressionata nonché entusiasta quando Chiaki le chiede di suonare assieme all'orchestra il Bolero di Ravel; un'altra musicista però, Son Rui, pare rubar l'attenzione di Chiaki con la propria performance e lo spettacolo sembra ritorcersi contro lo stesso direttore, che viene alla fine coperto dalle risa del pubblico.
Al termine dell'esecuzione Nodame e Chiaki decidono di voler fare di tutto perché il successivo spettacolo possa rivelarsi un grandissimo successo; mentre lui si occupa dei provini per assoldare i nuovi membri dell'orchestra, lei s'impegna con tutte le sue forze a far pubblicità all'evento venturo.
Il giorno fissato la sala da concerto è stracolma; Chiaki sale sul palco ed alza la bacchetta per iniziare mentre Nodame trattiene il fiato con una strana sensazione di paura mista a disagio.

## Accoglienza
In Giappone, il film ha incassato 4,1 miliardi di yen. È risultato tra i primi dieci film nazionali con il maggior incasso del 2010.